# 五井南海岸
五井南海岸（ごいみなみかいがん）は、千葉県市原市の五井地区にある大字。郵便番号は290-0045。

## 概要
市原市北西部の五井地区に位置する。五井港は、姉ヶ崎港を拠点とする千葉港第4港区の港である。なお、五井南海岸については昭和30年代に埋め立てられた場所である。対岸に東京の超高層ビル群を臨める。

## 地理

### 河川
- 養老川

### 海洋
- 東京湾

### 地価
2015年1月1日現在の地価は千葉県市原市五井南海岸50番1外で22,700(円/m2)である。

### 隣接町丁字
北西側は東京湾に面し、北東側は養老川を挟んで五井海岸に接する。南東側は岩崎、玉前、松ケ島西、青柳に、南西側は千種海岸に接する。

## 世帯数と人口
2023年（令和5年）4月1日現在の世帯数と人口は以下の通りである。
| 町丁字     | 世帯数 | 人口 |
| ---------- | ------ | ---- |
| 五井南海岸 | 3世帯  | 3人  |

## 通学区域
市立小学校・市立中学校及び県立高等学校の通学区域は以下の通りである。
| 町丁字     | 範囲 | 小学校             | 中学校             | 高等学校 |
| ---------- | ---- | ------------------ | ------------------ | -------- |
| 五井南海岸 | 全域 | 市原市立京葉小学校 | 市原市立五井中学校 | 第9学区  |

## 施設
- 養老川臨海公園
- コスモ石油千葉製油所
- 宇部興産（株） 千葉石油化学 工場防災センター
- デンカ（株） 千葉工場
- 千葉ブタジエン工業
- AGC

## 撮影
- 「エキセントリック」（欅坂46、ミュージック・ビデオ） - 養老川臨海公園[12]

## 交通

### 鉄道
- 京葉臨海鉄道臨海本線（貨物線）玉前駅・甲子駅

### バス
一般路線バスは通過していない。最も近い停留所は、岩崎にある「市原臨海競技場」であるが、この停留所を通過する定期路線は無い。定期路線が通過する最も近い停留所は玉前西にある「玉前西一丁目」である。

### 道路
- 国道16号
- 国道297号